# Okan Erdoğan
Okan Erdoğan (Brema, 29 settembre 1998) è un calciatore tedesco, difensore dell'İstanbulspor.

## Carriera
Nato in Germania da genitori di origini turche, trascorre la prima parte della carriera tra la terza e la quarta divisione tedesca con le maglie di Oldenburg e Preußen Münster. Nel 2021 viene acquistato dall'İstanbulspor, club della seconda divisione turca; nella stagione 2021-2022 contribuisce alla promozione in Süper Lig. Il 5 agosto 2022 ha esordito nella massima divisione turca, disputando l'incontro perso per 0-2 contro il Trabzonspor.

## Statistiche

### Presenze e reti nei club
Statistiche aggiornate al 9 aprile 2023.
| Stagione               | Squadra                | Campionato             | Campionato | Campionato | Coppe nazionali | Coppe nazionali | Coppe nazionali | Coppe continentali | Coppe continentali | Coppe continentali | Altre coppe | Altre coppe | Altre coppe | Totale | Totale |
| Stagione               | Squadra                | Comp                   | Pres       | Reti       | Comp            | Pres            | Reti            | Comp               | Pres               | Reti               | Comp        | Pres        | Reti        | Pres   | Reti   |
| ---------------------- | ---------------------- | ---------------------- | ---------- | ---------- | --------------- | --------------- | --------------- | ------------------ | ------------------ | ------------------ | ----------- | ----------- | ----------- | ------ | ------ |
| 2016-2017              | Oldenburg              | RL                     | 1          | 0          |                 | -               | -               |                    | -                  | -                  |             | -           | -           | 1      | 0      |
| 2017-2018              | Oldenburg              | RL                     | 24         | 0          |                 | -               | -               |                    | -                  | -                  |             | -           | -           | 24     | 0      |
| 2018-2019              | Oldenburg              | RL                     | 34         | 3          |                 | -               | -               |                    | -                  | -                  |             | -           | -           | 34     | 3      |
| Totale Oldenburg       | Totale Oldenburg       | Totale Oldenburg       | 59         | 3          |                 | -               | -               |                    | -                  | -                  |             | -           | -           | 59     | 3      |
| 2019-2020              | Preußen Münster        | 3L                     | 32         | 0          |                 | -               | -               |                    | -                  | -                  |             | -           | -           | 32     | 0      |
| 2020-2021              | Preußen Münster        | RL                     | 28         | 0          |                 | -               | -               |                    | -                  | -                  |             | -           | -           | 28     | 0      |
| Totale Preußen Münster | Totale Preußen Münster | Totale Preußen Münster | 60         | 0          |                 | -               | -               |                    | -                  | -                  |             | -           | -           | 60     | 0      |
| 2021-2022              | İstanbulspor           | 1L                     | 16         | 1          | CT              | 2               | 0               |                    | -                  | -                  |             | -           | -           | 18     | 1      |
| 2022-2023              | İstanbulspor           | SL                     | 25         | 0          | CT              | 1               | 0               |                    | -                  | -                  |             | -           | -           | 26     | 0      |
| Totale İstanbulspor    | Totale İstanbulspor    | Totale İstanbulspor    | 41         | 1          |                 | 3               | 0               |                    | -                  | -                  |             | -           | -           | 44     | 1      |
| Totale carriera        | Totale carriera        | Totale carriera        | 160        | 4          |                 | 3               | 0               |                    | -                  | -                  |             | -           | -           | 163    | 4      |